# Тичківська Юлія Богданівна
Ю́лія Богда́нівна Тичкі́вська (Кочерган)  — українська громадська діячка, економістка, співзасновниця Відкритого Університету Майдану та Bendukidze Free Market Center. Виконавча директора в Аспен Інституті Київ, до цього протягом чотирьох років  — віце-президент Київської школи економіки. Працювала у Міністерстві економічного розвитку і торгівлі України[неавторитетне джерело] на позиції радника міністра, пластунка, входить до ряду наглядових рад.

## Дитинство
Народилася 7 серпня 1989 року у Львові у багатодітній сім'ї з дев'яти дітей. На особистісне формування неабиякий вплив мав Пласт.

## Освіта та кар'єра
Юлія Тичківська отримала ступінь магістра в галузі економіки в Національному університеті «Києво-Могилянська академія» (диплом з відзнакою). Також вона є випускницею Atlas Leadership Academy, де пройшла Think Tank МВА програму, організовану Atlas Network у США. У студенські роки Юлія була активною членкинею Національної скаутської організації України «Пласт» та виконувала обов'язки віце-президента з корпоративного розвитку організації AIESEC в Києві. З 2014 року Юлія є членом світової молодіжної організації Світового економічного форуму (World Economic Forum) — Global Shapers, де була обрана кураторкою Київського Хабу на 2017—2018 роки.
Юлія Тичківська (Кочерган) є виконавчою директоркою Аспен Інституту Київ, громадської неполітичної організації, яка сприяє розвитку взаєморозуміння між українськими лідерами з ключових питань, підтримує становлення ціннісно-орієнтованого лідерства, розвитку культури ведення діалогу про принципи суспільної взаємодії. Протягом чотирьох років Юлія працювала віце-президентом в Київській школі економіки (KSE), провідному академічному та науково-дослідному закладі України, де розвивала напрям бізнес-освіти. У 2014 році командою з чотирьох друзів реформатора Кахи Бендукідзе, в тому числі Юлією, було створено Центр вільної економіки Бендукідзе (Bendukidze Free Market Center). Під час Революції Гідності Юлія ініціювала та заснувала проєкт громадянської освіти — Відкритий Університет Майдану (ВУМ), за координацією Юлією під час Майдану було проведено більше ніж 200 лекцій від провідних українських діячів, науковців, підприємців, активістів. Відкритий Університет Майдану розташовувався на Майдані Незалежності в Києві, поблизу Лядських Воріт. Раніше Юлія працювала керівницею групи радників в Міністерстві економічного розвитку і торгівлі України та розвивала ряд інших проєктів. Член Опікунської ради Фонду Таблеточки член наглядової ради Теплого Міста (2015—2019 роки).
Наприкінці 2016 року Юлія перемогла в нагоді топ-30 лідерів до 30 років від провідного українського медіа Kyiv Post. У 2018 році Юлія Тичківська була обрана виданням Форбс як одна з 30-ти лідерів Європи до 30-ти років в галузі права та політики за її роль у побудові громадянського суспільства в Україні (Forbes Europe 30 under 30). У 2017, 2018, 2019 роках Юлія відзначена у списку «Топ 100 успішних жінок України» виданням НВ.

## Особисте життя
Одружена з Романом Тичківським, керівником Української академії лідерства. Роман та Юлія виховують трьох дітей.